# Protoseudyra secunda
Protoseudyra secunda är en fjärilsart som beskrevs av John Henry Leech 1900. Protoseudyra secunda ingår i släktet Protoseudyra och familjen nattflyn. Inga underarter finns listade i Catalogue of Life.